# Pseudoalataspora pontica
Pseudoalataspora pontica is een microscopische parasiet uit de familie Alatasporidae. Pseudoalataspora pontica werd in 1989 beschreven door Kovaljova, Donetz & Kolesnikova. 